# Paritet kupovne moći
| ██ >$60,000 ██ $50,000 – $60,000 ██ $40,000 – $50,000 ██ $30,000 – $40,000 | ██ $20,000 – $30,000 ██ $10,000 – $20,000 ██ $5,000 – $10,000 ██ $2,500 – $5,000 | ██ $1,000 – $2,500 ██ <$1,000 ██ Nema podataka |

Paritet kupovne moći (engleski: purchasing power parity, skraćeno PPP) odnos je općih indeksa cijena među državama koji služe za korekciju službenih tečajeva. 
Temelji se na počelu Pravila jedne cijene koje kaže da se roba na svim mjestima mora prodavati po istoj cijeni. Ako nije tako, dobit može ostati neiskorištena. Recimo, neka je neka roba skuplja na jednom tržištu od iste robe na drugom tržištu. Netko bi mogao kupiti robu po jeftinijoj cijeni i prodati je na tržištu gdje je ta roba skuplja i tako zaraditi na cijeni. Taj postupak ostvarivanja koristi od različitih tržišnih cijena naziva se arbitraža.
Prema teoriji o paritetu kupovne moći valuta mora imati istu kupovnu moć u svim zemljama, odnosno jedinica svake valute mora imati istu realnu vrijednost u svakoj zemlji.